# ルイビル・シティFC
ルイビル・シティFC (英語: Louisville City FC) はアメリカ合衆国・ケンタッキー州ルイビルに本拠地を置くサッカークラブ。2023年現在USLチャンピオンシップに所属している。

## 歴史
オーランド・シティSCの所有者の一人であるウェイン・エストゥピナルが発起人となり、2014年6月に発足した。設立当初はオーランド・シティSCのBチームとして機能し、クラブカラーもオーランド・シティSCと同じ紫が採用された。Bチームとしての運営は2015年シーズンをもって終了し、現在は独立したクラブとして活動している。
設立3年目の2017年シーズンでUSLカップ初優勝を果たすと、翌2018年にはディフェンディングチャンピオンとして史上初のUSLカップ連覇を達成した。 

## タイトル
- USLカップ: 2017, 2018
- USLCイースタン・カンファレンス・プレーオフ: 2017, 2018. 2019
- USLCイースタン・カンファレンス・レギュラーシーズン: 2017, 2020

## 歴代所属選手
- キャメロン・ランカスター 2015-2018, 2020
- マーク＝アンソニー・ケイ 2016-2017
- ジェイムズ・サンズ 2018
- ショーン・フランシス 2018-2019